# Prémio Acfas Léo-Pariseau
o Prémio Acfas Léo-Pariseau é um galardão criado em 1944 pela Association francophone pour le savoir (Acfas) sediada em Quebec.
É um prémio anual criado para homenagear o radiologista e primeiro presidente da Acfas Léo Pariseau e distingue os melhores investigadores no domínio das ciências biológicas ou ciências da saúde.

## Laureados[1]
- 1944 — Marie-Victorin
- 1945 — Paul-Antoine Giguère
- 1946 — Marius Barbeau
- 1947 — Jacques Rousseau
- 1948 — Léon Mario
- 1949 — Jean Bruchési
- 1950 — Louis-Charles Simard
- 1951 — Cyrias Ouellet
- 1952 — Louis-Paul Dugal
- 1953 — Guy Frégault
- 1954 — Pierre Demers
- 1955 — René Pomerleau
- 1956 — Marcel Rioux
- 1958 — Roger Gaudry
- 1959 — Lionel Daviault
- 1960 — Marcel Trudel
- 1961 — Raymond-U. Lemieux
- 1962 — Charles Philippe Leblond
- 1963 — Lionel Groulx
- 1964 — Larkin Kerwin
- 1965 — Pierre Dansereau
- 1966 — Noël Mailloux
- 1967 — Albéric Boivin
- 1968 — Léonard-Francis Bélanger
- 1969 — Fernand Dumont
- 1970 — Bernard Belleau
- 1971 — Édouard Pagé
- 1972 — Louis-Edmond Hamelin
- 1973 — Camille Sandorfy
- 1974 — Antoine D'Iorio
- 1975 — Pierre Angers
- 1976 — Paul Marmet
- 1977 — Jacques de Repentigny
- 1978 — Vincent Lemieux
- 1979 — Pierre Deslongchamps
- 1980 — André Barbeau
- 1981 — Jean-G. Lafontaine
- 1982 — J.-André Fortin
- 1983 — Germain Brisson
- 1984 — Wladimir A. Smirnoff
- 1985 — Louis Legendre
- 1986 — Marc Cantin
- 1987 — Guy Lemieux
- 1988 — Pierre Borgeat
- 1989 — Jules Hardy
- 1990 — Jacques de Champlain
- 1991 — Jacques Leblanc
- 1992 — Paul Jolicoeur
- 1993 — Albert J. Aguayo
- 1994 — Emil Skamene
- 1995 — André Parent
- 1996 — Domenico Regoli
- 1997 — Rémi Quirion
- 1998 — Serge Rossignol
- 1999 — Guy Armand Rouleau
- 2000 — Rima Rozen
- 2001 — Nabil G. Seidah
- 2002 — Graham Bell
- 2003 — Mona Nemer
- 2004 — Jacques Montplaisir
- 2005 — Laurent Descarries
- 2006 — Michel Bouvier
- 2007 — André Veillette
- 2008 — Michael Kramer
- 2009 — Michel J. Tremblay
- 2010 — René Roy
- 2011 — Claude Perreault
- 2012 — Julien Doyon
- 2013 — Jean-Pierre Julien
- 2014 — Marc-André Sirard
- 2015 — Guy Sauvageau
- 2016 — Gustavo Turecki
- 2017 — Jacques Simard